# Teluk Tanahmerah
Teluk Tanahmerah är en vik i Indonesien.   Den ligger i provinsen Papua, i den östra delen av landet, 3 700 km öster om huvudstaden Jakarta.